# L'Héritier de la violence
Pour plus de détails, voir Fiche technique et Distribution.
L'Héritier de la violence / Le Soldat (龍在江湖, Long zai jiang hu) est un film hongkongais réalisé par Ronny Yu, sorti en 1986.

## Synopsis
Brandon mène une vie paisible entre ses deux emplois et sa fiancée May. Un jour, il est pris au piège par son ami dealer Michael qui le fait accuser de meurtre d'un policier corrompu. Après huit ans de prison ferme, Brandon en sort, bien déterminé à se venger après avoir appris la vérité.

## Fiche technique
- Titre français : L'Héritier de la violence / Le Soldat (sortie vidéo) ; Légitime vengeance (projection française en 1989)
- Titre hongkongais : 龍在江湖 (Long zai jiang hu)
- Titre américain : Legacy of Rage
- Réalisation : Ronny Yu
- Scénario : Raymond Fung, Clifton Ko
- Musique : Richard Yuen
- Direction artistique : Tony Au
- Montage : Wong Yee Shun
- Photographie : Jimmy Chan
- Production : John Shum et Linda Kuk
- Société de production : D & B Films Co. Ltd.
- Pays d'origine : Hong Kong
- Genre : Drame, action
- Durée : 82 minutes
- Dates de sortie :

 Hong Kong : 20 décembre 1986
 France : 9 mai 1987 (Festival de Cannes) ; 21 juin 1989 (sortie nationale)

## Distribution
- Brandon Lee : Brandon Ma
- Michael Wong (VF : Jacques Bernard) : Michael
- Regina Kent : May
- Mang Hoi : Hoi
- Michael Chan : Yee
- Wing-Cho Yip : M. Yip
- Chu Hak : M. Wong
- Chung Lam : Sharky Kau
- Kirk Wong : Inspecteur Lau
- Ku Feng : un gardien de prison
- Ng Man-tat (VF : Jacques Bernard) : le lieutenant de la prison
- Lee Kin Chuen : l'avocat Wong
- Onno Boelee : un prisonnier
- Bolo Yeung : un voyou
- Ken Lo : homme de main de Michael
- Blackie Ko : homme de main de Michael
- Shing Fui-on : Foo
- Tanya George : Rachel, la danseuse du ventre
- Louis Roth : un prisonnier